# Шерін Новембер
Шерін Новембер (англ. Sharyn November) — американська письменниця та редакторка в жанрах фентезі та наукової фантастики для дітей та підлітків, мемуаристка та літературний критик.

## Біографія
Народилася у місті Нью-Йорк, штат Нью-Йорк, США. Закінчила Коледж Сари Лоуренс, де вивчала поезію. У 21 рік отримала стипендію від Письменницької конференції у Бред-Лоуф. Її роботи були опубліковані у кількох журналах.
Після роботи секретаркою, Новембер стала помічницею редактора у імпринті «Паффін Букс» видавництва «Пенгвін Букс» у 1990 році. Там вона стала старшою редакторкою, відповідальною за придбання прав на повторне видання. Також стала старшою редакторкою у видавництві «Вікінг Чілдренс Букс», де була відповідальною за редагування художніх та нехудожніх книг у твердій палітурці.
Новембер — одна з небагатьох дитячих редакторів, хто безпосередньо працює з підлітками. Їх любов до фантастики надихнула її на створення серії «Жар-птиці» (англ. Firebirds), робота над якою розпочалася у січні 2002 року. Новембер є членом кількох організацій, серед яких Національна рада викладачів англійської мови та Американська бібліотечна асоціація. Фіналістка Всесвітньої премії фентезі 2004 та 2005 років у професійній категорії — у 2004 році за книжки «Жар-птиця», у 2005 році за редагування. Книга «Жар-птиця, що злітає» стала фіналістом 2007 року в категорії «Антологія».
У березні 2016 року видавництво «Вікінг Пресс» оголосило, що після реорганізації в компанії місце Новембер буде усунено.

## Твори
- 2003 — «Жар-птиці: Антологія оригінальної фентезі та наукової фантастики[en]» (англ. Firebirds: An Anthology of Original Fantasy and Science Fiction) — редактор
- 2006 — «Повстання жар-птиць: Антологія оригінальної наукової фантастики та фентезі» (англ. Firebirds Rising: An Anthology of Original Science Fiction and Fantasy) — редактор
- 2009 — «Піднесення жар-птиць: Антологія оригінальної фантастики» (англ. Firebirds Soaring: An Anthology of Original Speculative Fiction) — редактор

## Визнання
- 2004 — Номінація на премію «Локус» за найкращу підліткову книгу за антологію «Жар-птиці: Антологія оригінальної фентезі та наукової фантастики[en]»
- 2004 — Номінація на Всесвітню премію фентезі за серію «Жар-птиці»
- 2005 — Номінація на Всесвітню премію фентезі за редакторську діяльність
- 2007 — Номінація на Всесвітню премію фентезі за найкращу антологію за «Повстання жар-птиць: Антологія оригінальної наукової фантастики та фентезі»
- 2010 — Номінація на премію «Локус» за найкращу антологію за «Піднесення жар-птиць: Антологія оригінальної фантастики»
- 2011 — Номінація на премію «Локус» у номінації «Найкращий редактор»
- 2012 — Номінація на премію «Локус» у номінації «Найкращий редактор»
- 2013 — Номінація на премію «Локус» у номінації «Найкращий редактор»
- 2015 — Номінація на премію «Локус» у номінації «Найкращий редактор»